# Raffaele Bertoni
Raffaele Bertoni (Santa Maria del Molise, 18 luglio 1927 – Napoli, 16 marzo 2010) è stato un magistrato e politico italiano.

## Biografia
Già presidente dell'Associazione nazionale magistrati tra fine degli anni Ottanta e gli inizi degli anni Novanta, viene poi eletto al Senato nel 1994 coi Progressisti nel collegio di Bagnoli, riuscendo a confermare il proprio seggio a Palazzo Madama nel 1996 con L'Ulivo. 
Durante i suoi mandati senatoriali ha presieduto la Commissione Difesa, ha fatto parte della Giunta delle elezioni e delle immunità parlamentari e della Commissione Giustizia, ma anche del Comitato parlamentare per i procedimenti di accusa e della Commissione parlamentare d'inchiesta sul terrorismo in Italia e sulle cause della mancata individuazione dei responsabili delle stragi.
È morto a Napoli a 82 anni nel marzo 2010.